# Экономия (Самарская область)
Эконо́мия (чув. Эконом) — посёлок в Безенчукском районе Самарской области. Входит в состав сельского поселения Преполовенка.

## География
Посёлок находится на расстоянии примерно 24 км (по прямой) к северо-западу от посёлка городского типа Безенчук, административного центра района.

### Часовой пояс
Посёлок Экономия, как и вся Самарская область, находится в часовой зоне МСК+1. Смещение применяемого времени относительно UTC составляет +4:00.

## Население
| 2010 | 2012 | 2013 | 2014 | 2015 | 2016 |
| ---- | ---- | ---- | ---- | ---- | ---- |
| 2    | ↘1   | ↗2   | →2   | →2   | →2   |

### Национальный состав
Согласно результатам переписи 2002 года, в национальной структуре населения русские составляли 67 % из 6 чел., чуваши — 33 %.

## Улицы
В посёлке имеется одна улица: Степная. 